# August von Oppell
August Julius Heinrich von Oppell (né le 12 mars 1827 à Wetzlar et mort le 1er novembre 1909 à Berlin) est un général d'infanterie prussien.

## Biographie

### Origine
Ses parents sont le capitaine prussien et commandant de compagnie au 3e détachement de fusiliers, Arthur von Oppell (1799–1841) et sa première épouse Agnes, née von Oetinger (1801–1836)

### Carrière
Opell étudie aux maisons des cadets à Potsdam et à Berlin. Durant son séjour à Berlin, il travaille également comme page personnel du roi de Prusse Frédéric-Guillaume IV. Le 4 juillet 1844, il est nommé sous-lieutenant au 1re régiment à pied de la Garde de l'armée prussienne et classé au-dessus du budget le 19 avril 1846. Du 23 septembre 1847 au 30 septembre 1848, il est adjudant du bataillon de réserve de la Garde combinée. Le 29 mai 1848, Opell est inclus dans le budget du 1er régiment à pied de la Garde. Du 1er mars 1852 au 30 juin 1852, il est professeur à l'école divisionnaire de Potsdam et à partir du 21 mai 1854, il est adjudant du bataillon d'infanterie d'instruction. En tant que premier lieutenant, il est affecté comme adjudant au bureau du commandant à Berlin du début mars 1857 à la mi-juin 1859, et à ce titre, il est promu capitaine le 2 mai 1858. Le 8 août 1860, Opell devient chef de la 9e compagnie de son régiment parent. Pendant la guerre austro-prussienne, il combat en 1866 à Soor, Königinhof et Königgrätz et est chef du bataillon de fusiliers du 3 juillet au 14 septembre 1866. Il est également promu major le 24 juillet 1866 et reçoit l'ordre de la Couronne de 3e classe avec épées le 20 septembre 1866 pour la campagne. Le 2 novembre 1866, il est nommé commandant du 2e bataillon et transféré au 1er bataillon comme commandant le 21 février 1868. Durant la guerre franco-prussienne, il est promu lieutenant-colonel le 26 juillet 1870 et sert comme commandant de régiment du 18 août au 15 décembre 1870, le commandant, le colonel von Roeder, étant tombé à Gravelotte le 18 août. Durant la campagne, il combat à Gravelotte, Beaumont et Sedan. Il participe également au siège de Paris et à la bataille de Stains.

Récompensé des deux classes de la Croix de fer, Opell est nommé après la guerre, le 20 juin 1871 commandant du 2e régiment à pied de la Garde et reçoit son commandement le 19 octobre 1871, sous le poste à la suite. Le 18 janvier 1871, il devient colonel et commandant de régiment. À la mi-juin 1872, il est envoyé à Saint-Pétersbourg pour les manœuvres russes de juillet et reçoit l'ordre de Sainte-Anne de 2e classe récompensée avec couronne et épées. Le 14 juillet 1877, il reçoit à la suite de son régiment, le commandement de la 30e brigade d'infanterie (de). Le 18 octobre 1877, il devient général de division et commandant de brigade. Dans la même fonction, il prend le 27 décembre 1881 la tête de la 34e brigade d'infanterie (de) et commande à partir du 10 mars 1883 la 2e division d'infanterie de la Garde. Avec sa promotion au grade de lieutenant général, il est nommé commandant de cette grande unité le 15 mai 1883, jusqu'à sa retraite définitive le 18 janvier 1887. Le 18 août 1895, Oppell reçoit le grade de général d'infanterie et l'autorisation de porter l'uniforme du 1e régiment de la Garde à pied. À l'occasion de l'inauguration du mémorial du 1er régiment à pied de la Garde à Metz, il est décoré de la Grand-Croix de l'ordre de l'Aigle rouge pour son service.

### Famille
Oppel se marie avec Luise von Könemann (de) (1844–1908) le 11 mai 1866 à Warlitz. Le couple a plusieurs enfants :
- Ursula (née en 1867)
- Arthur (1868–1913), major prussien marié en 1902 avec Anna-Marie von Mansberg (née en 1877) ; remariée en 1916 avec Rudolf Glorin, seigneur de Stölitz
- Anne-Marie (née en 1878)
- Karl-August (né en 1886), capitaine prussien marié en 1911 avec Gertrud comtesse von der Schulenburg (née en 1889)